# NGC 4372
Az NGC 4372  (más néven Caldwell 108) egy gömbhalmaz a Musca (Légy) csillagképben.

## Felfedezése
James Dunlop fedezte fel 1826. április 30-án és kategorizálta Dunlop 67 néven.